# Alfred Brunclík
Alfred Brunclík (* 26. května 1951) je český stavební inženýr a manažer, v letech 2007–2010 generální ředitel Ředitelství silnic a dálnic ČR.
V letech 1970–1975 vystudoval na stavební fakultě Českého vysokého učení technického v Praze obor vodní stavby a vodní hospodářství. Profesně působil ve Výstavbě dolů uranového průmyslu a 17 let manažersky ve společnosti Subterra. Odtud přešel v březnu 2007, kdy byl jmenován generálním ředitelem Ředitelství silnic a dálnic ČR.
V čele ŘSD se mimo jiné věnoval organizačnímu přebudování instituce, založil Technickou radu, kam se mu podařilo dostat řadu odborníků. Hlavním cílem Technické rady bylo zlepšit řízení jednotlivých projektů a urychlit budování dopravní infrastruktury v České republice. Se stejným cílem uváděl Alfred Brunclík do praxe také systém projektového řízení. 
V ŘSD hájil v roce 2010 po jmenování nového ministra Víta Bárty jeho úspornou strategii. Dne 24. srpna 2010 jej však tentýž ministr odvolal za manažerská pochybení při přípravě úspor v investicích.
V říjnu 2014 na něj podala protikorupční policie návrh na obžalobu z trestného činu porušení povinnosti při správě cizího majetku kvůli smlouvám na pronájem reklamních ploch z jara roku 2010 za cenu o cca 162,5 milionu korun nižší, než za jakou by měly být reklamní plochy pronajímány. Obviněn byl i v souvislosti s plánovaným nákupem pozemků pro ŘSD. Kvůli několika údajně nevýhodným obchodům, které uzavřel, mu za porušení povinnosti při správě cizího majetku hrozilo až 8 let vězení.
Ve věci nevýhodného pronájmu pozemků u Běchovic na okraji Prahy, které se ŘSD zavázalo koupit s ohledem na stavbu Pražského okruhu měla policie ukončit vyšetřování do konce června 2015. Brunclík ovšem obvinění odmítal s tím, že kupní smlouva na pozemky byla vázána na pravomocné územní rozhodnutí. V době, kdy bylo toto územní rozhodnutí vydáno, už ale zase neplatilo územní rozhodnutí na stavbu východní části okruhu, na který se mělo napojit Středisko správy a údržby plánované na těchto pozemcích. Dle Alfreda Brunclíka tak pochybili jeho nástupci, kteří neměli vůbec dopustit vydání územního rozhodnutí na stavbu střediska, protože středisko nebylo možno za daného stavu věci, který trvá dodnes,[kdy?] na okruh připojit. 
V kauze nevýhodných pronájmů billboardů vyšetřování pokračovalo. Kauza předražených nájmů kanceláří byla uzavřena jako promlčená. Kauza předražených pozemků byla uzavřena jako promlčená. Nebylo ovšem řečeno, jestli byl Alfred Brunclík vinen nebo nevinen. Další kauzy nevýhodných smluv jsou[kdy?] taktéž stále nedořešeny, kvůli procesním nedostatkům jsou[kdy?] vráceny zpět Policii ČR.
Případ údajně zmanipulované zakázky na pronájem dvou odpočívadel u dálnice D47, ve kterém byl Alfred Brunclík obviněn v dubnu 2013, byl v roce 2015 definitivně uzavřen Nejvyšším státním zastupitelstvím, které zprostilo bývalého ředitele ŘSD v tomto případu jakýchkoliv obvinění.
Je ženatý.